# Pericrocotus solaris
A Pericrocotus solaris a madarak osztályának verébalakúak (Passeriformes) rendjébe és a tüskésfarúfélék (Campephagidae) családjába tartozó faj.

## Rendszerezése
A fajt Edward Blyth angol ornitológus írta le 1846-ban.

## Alfajai
- Pericrocotus solaris cinereigula Sharpe, 1889
- Pericrocotus solaris deignani Riley, 1940
- Pericrocotus solaris griseogularis Gould, 1863
- Pericrocotus solaris montanus Salvadori, 1879
- Pericrocotus solaris montpellieri La Touche, 1922
- Pericrocotus solaris nassovicus Deignan, 1938
- Pericrocotus solaris rubrolimbatus Salvadori, 1887
- Pericrocotus solaris solaris Blyth, 1846[2]

## Előfordulása
Dél- és Délkelet-Ázsiában, Banglades, Bhután, Kambodzsa, Kína, India, Laosz, Mianmar, Nepál, Tajvan, Thaiföld és Vietnám területén honos. 
Természetes élőhelyei a szubtrópusi vagy trópusi síkvidéki és hegyi esőerdők, száraz erdők, valamint vidéki kertek. Állandó, de magassági vonuló faj.

## Megjelenése
Testhossza 19 centiméter, testtömege 11–17 gramm.
|  |  |

## Életmódja
Gerinctelenekkel táplálkozik.

## Természetvédelmi helyzete
Az elterjedési területe rendkívül nagy, egyedszáma pedig stabil. A Természetvédelmi Világszövetség Vörös listáján nem fenyegetett fajként szerepel.